# Chordeiles gundlachii
El añapero querequeté, añapero antillano, añapero caribeño, aguaitacamino caribeño, pucuyo antillano, chotacabras antillano, querequeté, querebebé o querequequé (Chordeiles gundlachii) es una especie de ave caprimulgiforme perteneciente al género Chordeiles que integra la familia Caprimulgidae de hábitos nocturnos. 

## Descripción
Es muy semejante al añapero yanqui (Chordeiles minor). De color pardo grisáceo moteado por encima, por debajo notablemente barrado con un viso beige o canela pálido. Alas largas y terminadas en punta, con una banda blanca en las primarias, más pequeña en la hembra. Parte inferior del ala con un patrón barrado en beige y negro. Cola ligeramente bifurcada, barrada en blanco y negro. El macho tiene la garganta blanca y una banda blanca en la cola. La hembra con la garganta acanelada pálida, y carece de banda en la cola. Se ven y escuchan con más frecuencia a la caída de la tarde y al amanecer, cuando los machos ejecutan sus famosos vuelos en picada, produciendo un típico sonido zumbante. Su vuelo usual consiste en erráticos y profundos aleteos combinados con planeos algo más cortos que los del añapero yanqui (Chordeiles minor).

## Especies similares
Es muy semejante al añapero yanqui, pero carece de las marcas acaneladas en las coberteras inferiores del ala y en la parte ventral, distinguiéndose ambas especies además por su voz y por la longitud de sus planeos en vuelo.

## Expansión
Cría en las Antillas y en los cayos de la Florida donde habita en campos abiertos. Durante época invernal realiza migraciones a Sudamérica, donde su presencia se ha confirmado para Colombia.

## Nidificación
El período de cría va de los meses de abril a julio. Pone sobre terreno limpio un solo huevo (raramente dos), de color azulado y con numerosas manchas pardas.

## Voz
En vuelo deja oír su característico e inconfundible llamada, que parece repetir las sílabas que-re-que-té o que-re-be-bé, más acentuado en la última sílaba. A menudo vocalizan durante la noche o en días nublados.

## Alimentación
Insectos que capturan en el aire.